# Pentapedilum parasordens
Pentapedilum parasordens är en tvåvingeart som beskrevs av Ree 1992. Pentapedilum parasordens ingår i släktet Pentapedilum och familjen fjädermyggor.
Artens utbredningsområde är Sydkorea. Inga underarter finns listade i Catalogue of Life.